# AN-Mk 1
AN-Mk 1 – amerykańska bomba przeciwpancerna wagomiaru 1600 funtów. Była stosowana podczas II wojny światowej przez lotnictwo US Navy i USAAC, wprowadzona w maju 1942 r.
Bomba AN-Mk 1 miała korpus o dużej wytrzymałości, dzięki czemu mogła być używana do zwalczania fortyfikacji i opancerzonych okrętów. AN-Mk 1 miała pomalowany na oliwkowo korpus z żółtym pasem naokoło nosa i ogona. Bomba była uzbrojona zapalnikiem tylnym AN-Mk 228.